# 加里·奈特
加里·奈特（英語：Gary Knight，1951年8月26日—），生于惠灵顿，新西兰男子橄榄球、摔跤运动员。他曾代表新西兰参加1974年英联邦运动会摔跤比赛，获得男子自由式100公斤以上级铜牌。